# 斯坦尼斯拉夫·亚塞奇科
斯坦尼斯拉夫·亚塞奇科（1972年12月5日—），斯洛伐克男子冰球运动员，场上位置是后卫。他曾代表斯洛伐克国家队参加1998年冬季奥林匹克运动会冰球比赛，获得第6名。